# Etlaswind
Etlaswind ist ein Gemeindeteil des Marktes Igensdorf im Landkreis Forchheim (Oberfranken, Bayern).

## Geografie
Das im Erlanger Albvorland gelegene Dorf ist ein Gemeindeteil der oberfränkischen Marktes Igensdorf. Etlaswind liegt etwa drei Kilometer westsüdwestlich des Ortszentrums von Igensdorf auf einer Höhe von 337 m ü. NHN. Nördlich des Ortes erstreckt sich in westöstlicher Ausdehnung der markante, tafelbergähnliche Lindelberg.

## Geschichte
Die erste urkundliche Erwähnung von Etlaswind war 1109 mit dem Namen „Adelineswinden“.

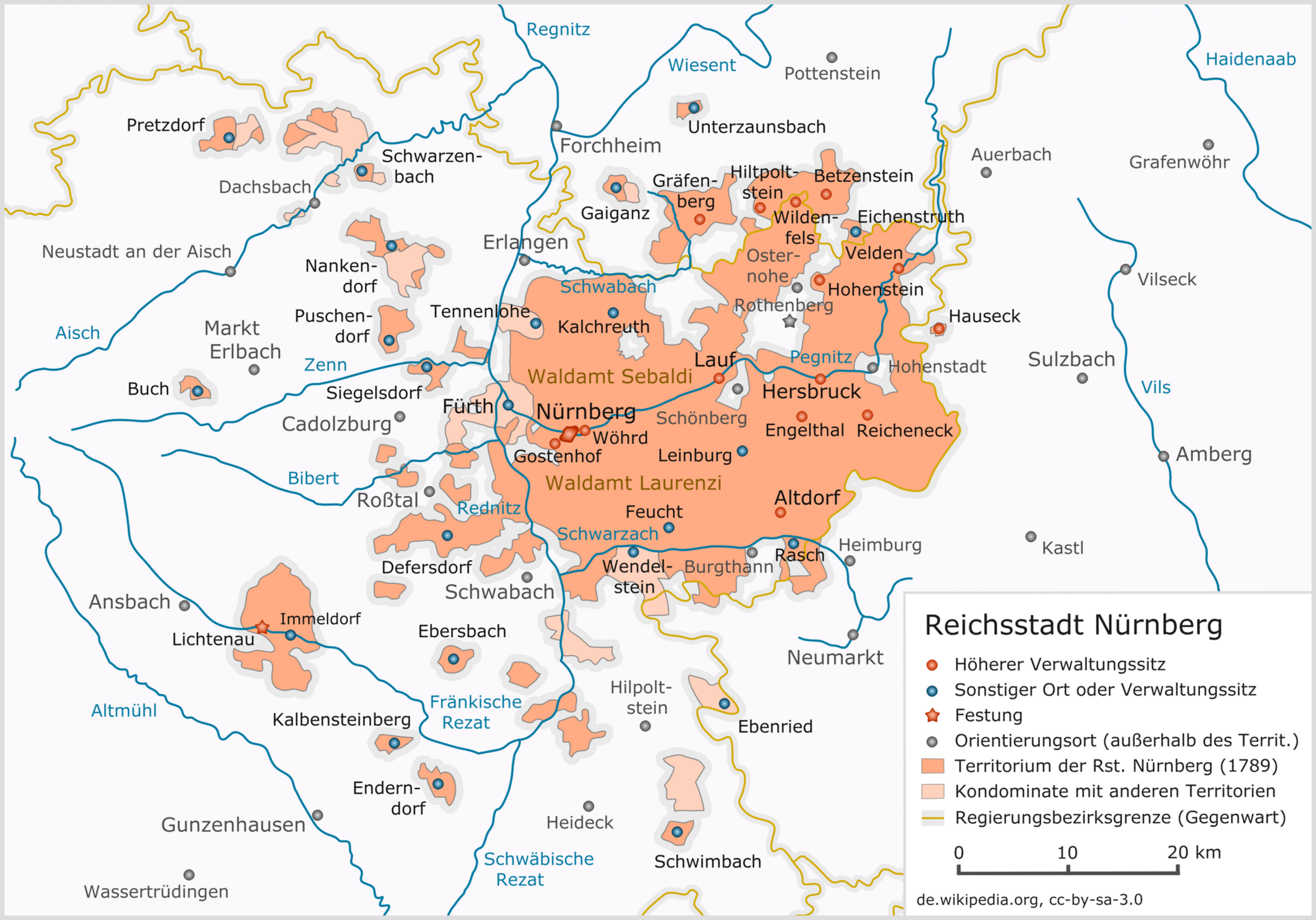
Landgebiet der Reichsstadt Nürnberg

Im Spätmittelalter gelangte Etlaswind in den Besitz der Reichsstadt Nürnberg und gehörte damit zur sogenannten Alten Landschaft des nürnbergischen Landgebietes. Die Hochgerichtsbarkeit übte bis zum Beginn des 19. Jahrhunderts das Pflegamt Hiltpoltstein aus, ebenso die Dorf- und Gemeindeherrschaft. Eine tiefgreifende Veränderung ergab sich im Jahr 1806, als die Reichsstadt Nürnberg unter Bruch der Reichsverfassung vom Königreich Bayern annektiert wurde. Zusammen mit dem verbliebenen reichsstädtischen Landgebiet wurde auch Etlaswind bayerisch.
Durch die Verwaltungsreformen zu Beginn des 19. Jahrhunderts im Königreich Bayern wurde Etlaswind mit dem Zweiten Gemeindeedikt im Jahr 1818 ein Gemeindeteil der Ruralgemeinde Pettensiedel. Mit der Gebietsreform in Bayern wurde Etlaswind am 1. Januar 1972 in den Markt Igensdorf eingegliedert.

## Verkehr
Die von Pettensiedel kommende Kreisstraße FO 18 durchquert den Ort und führt weiter nach Oberlindelbach. In der Ortsmitte von Etlaswind zweigt davon die Kreisstraße FO 29 ab, die über Neubau und Schellenberg nach Kleinsendelbach führt. Außerdem verbindet eine Gemeindeverbindungsstraße den Ort mit dem östlich gelegenem Nachbarort Affalterbach. Der öffentliche Personennahverkehr bedient das Dorf an einer Haltestelle der Buslinie 217 des VGN. Der nächstgelegene Bahnhof an der Gräfenbergbahn befindet sich in Eschenau.

## Baudenkmäler

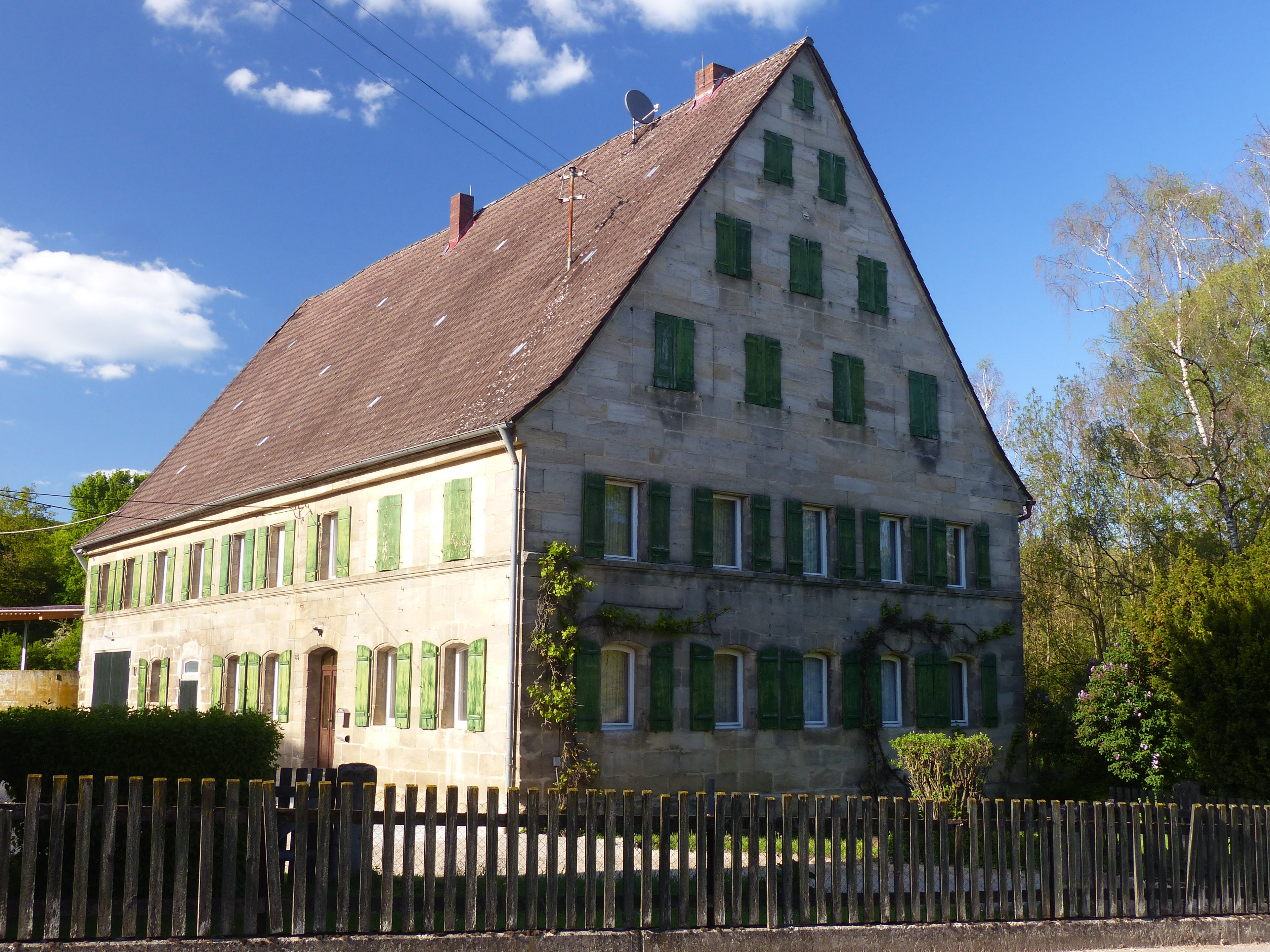
Aus der zweiten Hälfte des 19. Jahrhunderts stammendes Bauernhaus

In Etlaswind befindet sich ein denkmalgeschütztes Bauernhaus aus der zweiten Hälfte des 19. Jahrhunderts.